# Хон Гільдон (персонаж)
У цьому корейському імені прізвище (Хон) стоїть перед особовим ім'ям.

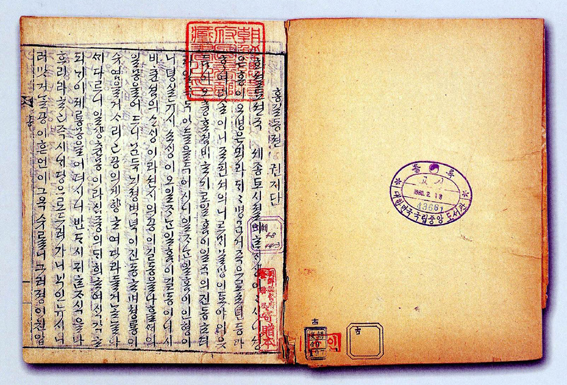
Обкладинка «Сказання про Хон Гільдона»

Хон Гільдон (кор. 홍길동, 洪吉童; після 1443 — близько 1510) — персонаж корейського епосу, вперше з'явився в середньовічному корейському романі «Сказання про Хон Гільдона» (кор. 홍길동전, 洪吉童傳), написаному в епоху династії Чосон. Автор роману — Хо Гюн, приблизний час написання — кінець XVI-початок XVII століття. Сучасні критики проводять паралелі між Хон Гільдоном і героєм англійського епосу Робін Гудом, оскільки обидва цих персонажи були захисниками бідноти.
Автор роману Хо Гюн (кор. 허균) народився в інтелігентній конфуціанській родині. Його зведений брат Хо Сон був відомим поетом, сестра Хо Нансольхон також була поетесою та художницею.
Ім'я Хон Гільдон часто вживається в Кореї як умовний замінник невідомої особи (екземпліфікант), подібно до нашого ім'ярек або Джона Доу в США.

## Історія про Хон Гільдона
Хон Гільдон був позашлюбною дитиною в родини аристократа. Сім'я не приймала його. Його батько, почувши від шамана, що незаконнонароджений син несе прокляття, спробував убити Хон Гільдона, але зазнав невдачі. Хон Гільдон, шокований та засмучений учинком батька, втік з дому і став ватажком зграї розбійників. Його банда грабувала багатих людей та роздавала добро біднякам, тому популярність Хон Гільдона серед простого народу росла, а офіційна влада оголосила його в розшук. Національна гвардія зробила безліч невдалих спроб схопити Хон Гільдона, після чого тому запропонували посаду військового міністра, на що він погодився. Обійнявши посаду, Хон Гільдон деякий час насолоджувався благами життя знатного воєводи, проте незабаром зрозумів, що прості люди все ще страждають від утисків з боку багатіїв. У пошуках правди він вирушив до Нанкіна. Дорогою Хон Гільдону зустрілися люди народу юльдо, які страждали під гнітом раси демонів. Хон Гільдон переміг демонів і став ваном (князем) юльдо, якими правив щасливо до самої смерті.

## У мистецтві
- У 1986 році кінематографісти Північної Кореї зняли фільм «Хон Гіль Дон».
- У 2008 році південнокорейським каналом KBS2 був знятий 24-х серійний телесеріал «Хон Гільдон»[3], у головній ролі Кан Чі Хван.